# 刘千里
刘千里（？—）籍贯不详，中国人民解放军空军少将。

## 生平
刘千里曾任中国人民解放军空军装备部外场部部长。2014年1月后到2014年7月前的某个时间，中国人民解放军空军装备部领导班子调整，副部长刘千里少将调任济南军区空军副司令员，李凡改任空军装备部副部长。2016年，中国人民解放军北部战区空军成立，刘千里任副司令员。
2012年，晋升空军少将军衔。